# Wout Brama
Wout Brama (Almelo, 21 de Agosto de 1986), é um ex-futebolista neerlandês que atuava como Meio-campista.
Brama nasceu em Almelo e estreou na Eredivisie na temporada 2005-2006, pelo FC Twente, onde ele atuou por 9 anos, entre 2005 e 2014, onde conquistou seu principal título da carreira, a Eredivisie da temporada de 2009-2010. O atleta ainda defendeu o PEC Zwolle, o FC Utrecht e o Central Coast Mariners, antes de retornar ao FC Twente, em 2018.

## Carreira nos clubes

### FC Twente
Wout Brama é um meio-campista que nasceu em Almelo e começou na equipe de juniores no PH Almelo, antes de se mudar para o FC Twente em 1999. Depois de progredir através do sistema de jovens do Twente, no qual ele foi capitão tanto da a equipe juvenil quanto da a equipe de reserva, ele assinou seu primeiro contrato profissional com o clube em março de 2005. Mais tarde naquele ano, ele foi promovido para o primeiro time.
Brama fez a sua estreia na Eredivisie na temporada 2005-2006, pelo FC Twente, entrando como substituto no segundo tempo, numa derrota por 2-0 contra o Roda JC, no jogo de abertura da temporada. Desde a sua estreia no FC Twente, Brama rapidamente se estabeleceu na primeira equipe no meio-campo. Apesar de ter ficado de fora por cinco partidas, Brama terminou sua primeira temporada na temporada 2005-2006 fazendo 38 aparições em todas as competições.
Na temporada 2006-2007, Fred Rutten foi indicado como novo treinador. Sob Rutten, Brama se viu fora da equipe principal, com Orlando Engelaar, Karim El Ahmadi e Otman Bakkal preferidos no meio-campo. No entanto, ele estendeu seu contrato até 2008. Ele fez sua estréia nas competições europeias em 15 de julho de 2006, em uma partida da Copa Intertoto da UEFA, jogando 90 minutos, em uma derrota por 1-0 contra o Kalmar. Durante a temporada 2006-2007, Brama encontrou-se dentro e fora da equipe principal, fazendo um total de 23 aparições em todas as competições no final da temporada.
Na temporada 2007-08, Brama começou os dois primeiros jogos do campeonato contra o Excelsior e o Utrecht. No entanto, ele logo perdeu a posição para Niels Wellenberg. Brama passou a maior parte da temporada vindo do banco, até o dia 16 de fevereiro de 2008, quando ele estabeleceu um dos gols, em uma vitória por 2 a 1 sobre o Roda JC. Então, no dia 23 de março de 2008, ele entrou como um substituto e deu assistência para o gol de Eljero Elia, em uma vitória por 2 a 1 sobre o Ajax. No final da temporada 2007-08, Brama fez um total de 30 aparições em todas as competições.
Depois que Rutten e El Ahmadi deixaram o clube no verão de 2008, Steve McClaren foi indicado como novo técnico. Sob o comando de McClaren, Brama logo recebeu mais tempo de jogo no time titular na temporada 2008-09. Brama fez então a sua estreia na UEFA Champions League na ronda dos play-offs, em 13 de Agosto de 2008, começando o jogo inteiro, num 2-0 contra o Arsenal; e também jogou novamente na partida de volta, quando sua equipe perdeu por 4-0. Ele começou em todas as partidas como titular desde o jogo de abertura da temporada contra o Roda JC, até que ele sofreu uma lesão na coxa no início de novembro. Depois de voltar de uma lesão, Brama recuperou seu lugar na equipe e, em seguida, deu assistência para um gol de Blaise Nkufo, que mais tarde marcou um hat-trick, em uma vitória por 6-0 sobre Heracles Almelo em 22 de novembro de 2008. Sua performance resultou na assinatura de uma extensão do contrato, mantendo-o até 2012, em fevereiro de 2009. No final da temporada, Brama ajudou o time a chegar à final da Copa KNVB. No entanto, ele não jogou na final. Apesar disso, Brama fez 47 aparições em todas as competições na temporada 2008-09.
Na temporada 2009-10, Brama começou bem a temporada, quando ajudou o time a fazer um bom começo de campeonatos, o que resultou na sua equipe no topo da tabela. Sua performance foi elogiada por McClaren. Brama começou em todos os jogos desde o início da temporada até perder um jogo contra o Vitesse, em 21 de novembro de 2009, devido a suspensão. Depois de perder um jogo, ele marcou em seu retorno em 28 de novembro de 2009, em uma vitória por 3-1 sobre Willem II. Após ser suspenso mais uma vez, Brama continuou a permanecer no time titular e ajudou o clube a ganhar o campeonato pela primeira vez, depois de vencer o NAC Breda por 2-0 no último jogo da temporada. No final da temporada 2009-10, Brama fez um total de 45 jogos e marcou uma vez em todas as competições. Ele também terminou em terceiro lugar, atrás de Douglas e Bryan Ruiz, para o jogador do ano do clube votado pelos torcedores.
Na temporada 2010-2011, Brama continuou a figurar no primeiro time após a chegada do treinador Michel Preud'homme. Ele iniciou a temporada quando ajudou a equipe a vencer por 1 a 0 o Ajax no Johan Cruyff Shield. Brama, em seguida, deu assistência para um gol de Marc Janko, em uma vitria de 3-0 sobre Vitesse, para dar-lhes a primeira vitória na liga da temporada. Ele então começou todos os jogos desde o jogo de abertura da temporada até que sofreu uma lesão no tendão no final de outubro. Depois de retornar ao primeiro time como substituto no segundo tempo em uma vitória por 2 a 1 sobre o Excelsior, em 6 de novembro de 2010, Brama recuperou seu lugar na equipe, o que resultou em uma extensão de contrato de três anos, em janeiro de 2011. Pouco depois de assinar um novo contrato, Brama marcou seu primeiro gol da temporada, em uma vitória por 2 a 1 sobre o Feyenoord, em 30 de janeiro de 2011. Mais tarde, ele marcou seu segundo gol da temporada, em uma vitória por 2 a 1 sobre o VVV-Venlo, em 13 de março de 2011. Brama também marcou um gol na final da Copa KNVB, em uma vitória por 3 a 1 sobre o Ajax. Após o jogo, Brama disse sobre o jogo: "A final anterior foi uma decepção para mim. Agora eu sabia com certeza que iria jogar. Eu não pensei sobre essa final, mas afinal é uma boa vingança para mim. Certamente é isso. Também participei da vitória. "[42] No final da temporada 2010-2011, Brama fez 48 aparições e marcou três vezes em todas as competições.
Na temporada 2011-12, Brama estava ligado a um afastamento do clube, já que o Fulham queria contratá-lo, tendo assinado com seu companheiro de equipe, Bryan Ruiz. Apesar do movimento nunca ter acontecido, ele permaneceu no clube e mudou sua posição para meio-campo defensivo. Ele também se tornou vice-capitão do clube para a nova temporada. Brama começou bem a temporada quando ajudou o clube mais uma vez a vencer o Ajax por 2 a 1. Em 15 de outubro de 2011 ele marcou seu primeiro gol pelo clube na temporada, em uma vitória por 4-0 sobre o RKC Waalwijk. Cinco dias depois, a 20 de Outubro de 2011, Brama voltou a marcar em jogo da UEFA Europa League, numa vitória por 4-1 sobre o OB. Ele então deu passe para dois gols de Peter Wisgerhof e Ola John, em uma vitória por 4 a 0 sobre o De Graafschap em 6 de novembro de 2011. Ao longo da janela de transferências de janeiro, Brama continuou ligado a um afastamento, com o SV Werder Bremen interessado, mas acabou por ficar no clube. A sua aparição frente ao Steaua București, na segunda mão da segunda ronda da UEFA Europa League, com um triunfo por 1-0, superou o recorde de Kick van der Vall e Kees van Ierssel, com ele sendo o jogador com mais participações pelo Twente em competições europeias. No mês seguinte, Brama recebeu pela primeira vez uma capitania, em 15 de março de 2012, numa derrota por 4-1 frente ao Schalke 04, na segunda mão das oitavas-de-final da UEFA Europa League, onde sua equipe foi eliminada. Brama mais tarde capitanou o time em três ocasiões no final da temporada. Apesar de ter perdido dois jogos em todas as competições para a temporada 2011-12, Brama fez um total de 50 aparições e marcou duas vezes. No final da temporada 2011-12, Brama sugeriu sua saída do clube para buscar novos desafios.
Na temporada 2012-2013, Brama recebeu uma capitania no início da temporada, devido à ausência de Wisgerhof, que ele próprio reconheceu a capitania de Brama. Ele começou a se encontrar em uma competição com o novo contratado Robbert Schilder no início da temporada. Depois de sofrer uma lesão no tornozelo no final de agosto, Brama continuou a recuperar seu lugar na equipe durante toda a temporada, assim como o título de capitão. No entanto, a partir do início de fevereiro, ele logo foi atormentado com suspensões (duas vezes) e lesões. Depois de voltar de suspensões e lesões, Brama marcou em sua primeira aparição do lado de fora, em um empate 1-1 contra o NAC Breda. Mas seu retorno foi de curta duração quando sofreu uma lesão no calcanhar em treinamento, que terminou sua temporada. No final da temporada 2012-2013, Brama fez um total de 39 jogos e marcar uma vez em todas as competições.
No início da temporada 2013-2014, Brama continuou a se recuperar de sua lesão no calcanhar. Em sua ausência, Rasmus Bengtsson foi o capitão da temporada 2013-14. No início de outubro, ele começou a operar no osso do calcanhar. Brama continuou a se recuperar de uma lesão no calcanhar até voltar a treinar em fevereiro. Depois de passar um ano afastado devido a lesão no calcanhar, Brama retornou do banco de reservas em 16 de março de 2014, aparecendo como um substituto não utilizado, em uma vitória por 2 a 1 sobre o AZ Alkmaar. Em uma partida de acompanhamento, Brama fez sua primeira aparição na temporada, em 30 de março de 2014, chegando como substituto no segundo tempo, em um 3-0 perdido para o Ajax. Ele então marcou seu primeiro gol da temporada em 27 de abril de 2014, em uma vitória por 5 a 2 sobre a NEC. No final da temporada 2013-2014, Brama fez um total de 5 jogos e marcou uma vez em todas as competições.
Com o seu contrato a expirar no final da temporada 2013-2014, Brama disse sobre o seu futuro: "Tivemos quatro semanas de férias e pensei que era tempo suficiente. É por isso que me foi permitido recomeçar a jogar. O clube é o primeiro a começar, parece que ganham todos os anos. O meu foco é inteiramente no FC Twente, mas como sei, nunca fiz segredo que, quando um bom clube aparece, estou aberto a isso. Mas eu não vou deixar o FC Twente para o primeiro clube que aparecer." Apesar disso, Brama permaneceu no clube no termo do seu contrato. Ele então apareceu na turnê de pré-temporada do clube durante o verão de 2014. No entanto, o clube anunciou no mês seguinte que Brama deixaria o clube. Brama revelou suas razões de sua partida, citando "negociações e comunicações quebradas".
Na sua passagem pelo FC Twente, Brama fez um total de 316 aparições e marcou 8 vezes em todas as competições. Brama recebeu uma despedida após o final de um jogo do Twente.

## Títulos
Clube
- Eredivisie (1) : 2009-2010
- Copa dos Países Baixos (1) : 2010-2011
- Supercopa dos Países Baixos (2) : 2010, 2011